# Passage du Gantelet
Le passage du Gantelet est une voie de 4e arrondissement de Paris.

## Situation et accès
Cette voie étroite et longue de moins de cent mètres longe la façade sud de l'église Saint-Gervais-Saint-Protais de Paris. Fermé par deux grilles à ses extrémités (ce passage dépend du service des parcs et jardins de la ville de Paris), le passage du Gantelet relie la rue des Barres à celle de Brosse.
De ce passage on peut apercevoir, à la base d'une des deux tourelles d'angle du transept sud, deux cadrans solaires verticaux.

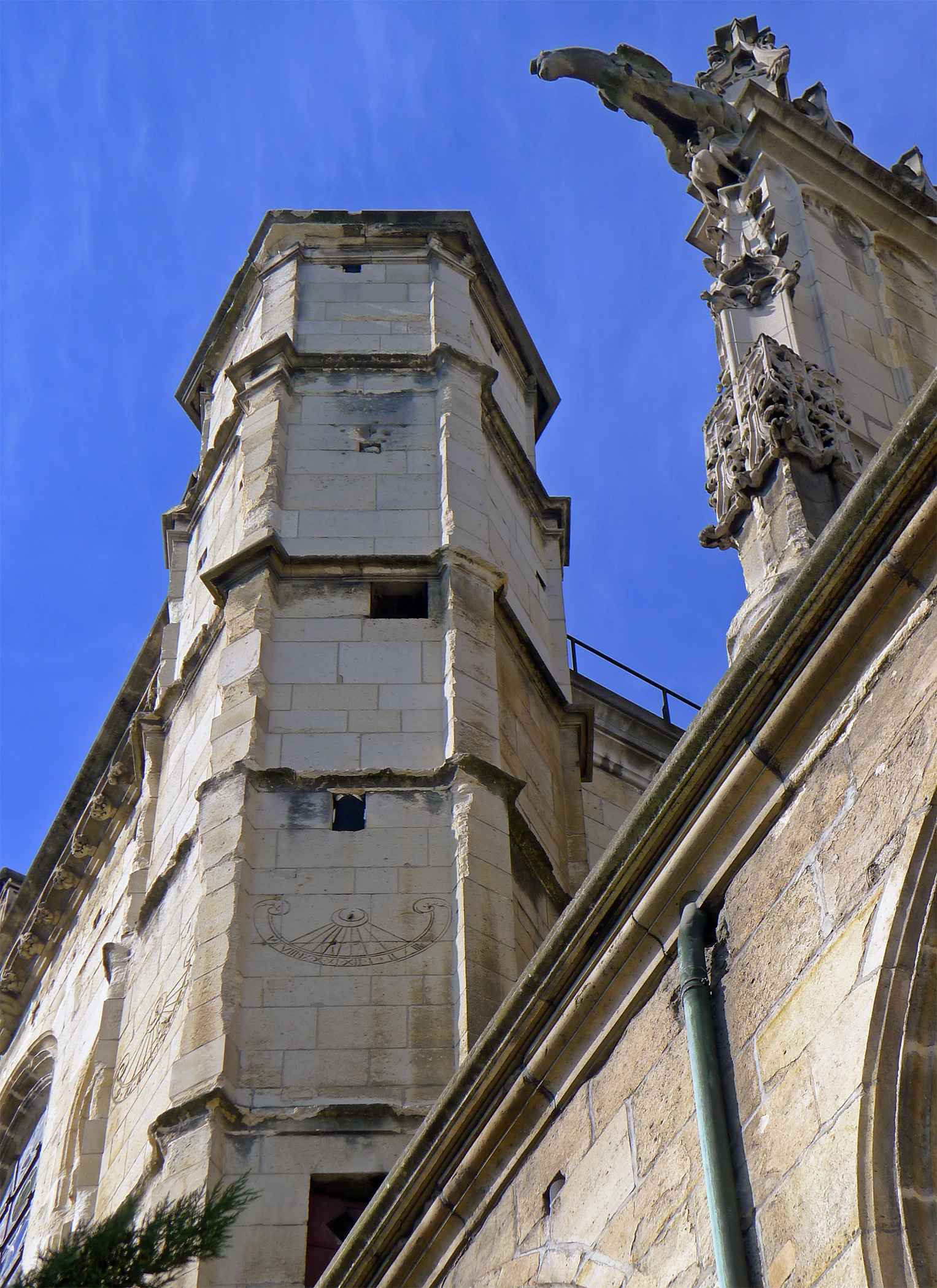
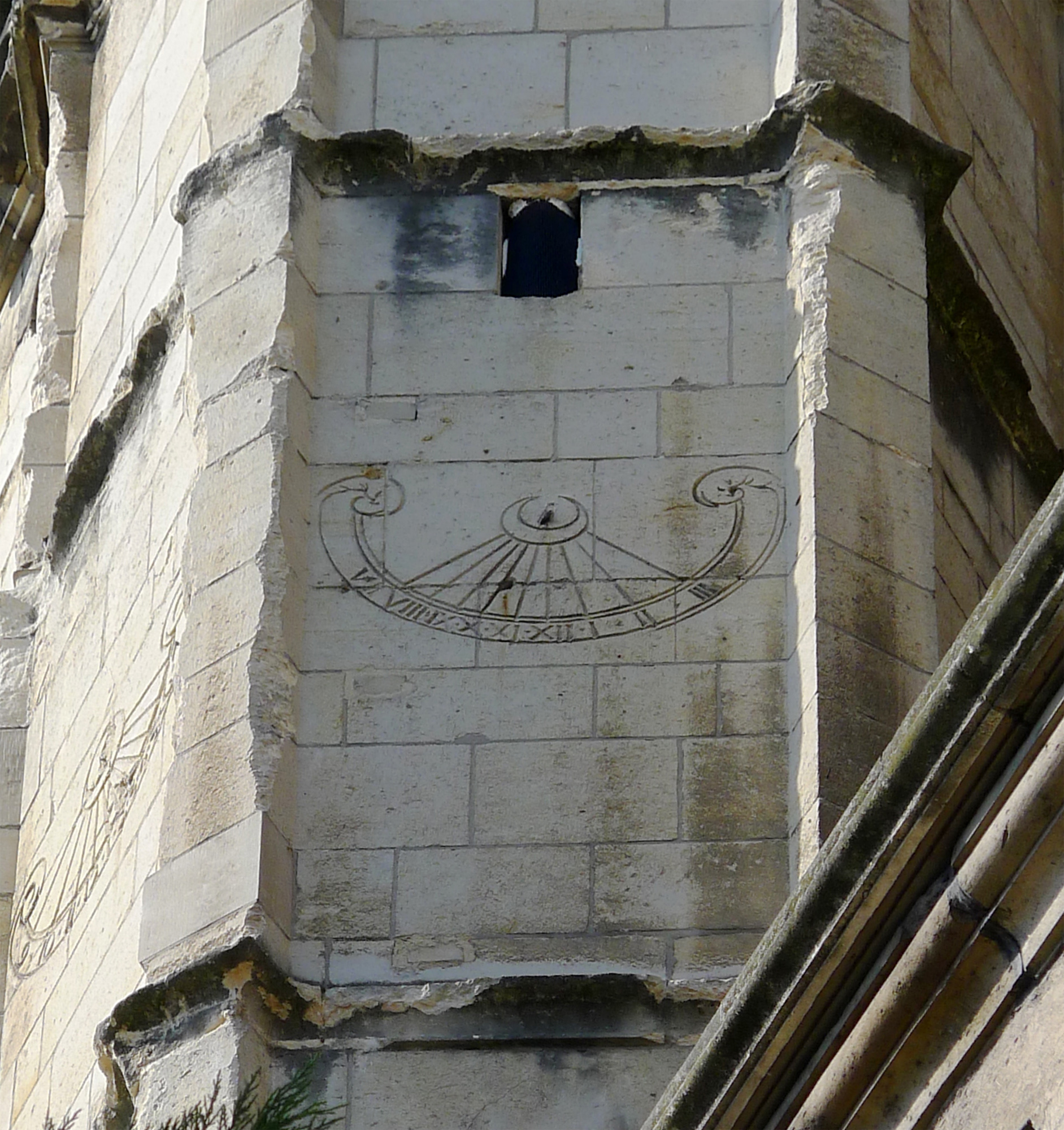

## Origine du nom
Son nom aurait pour origine la présence d'une ancienne maison à l'enseigne d'un gantelet.

## Historique
Ouvert en 2015, le passage du Gantelet reprend le tracé du vieux passage Saint-Gervais visible sur d'anciens plans de Paris du XVIIIe siècle. 

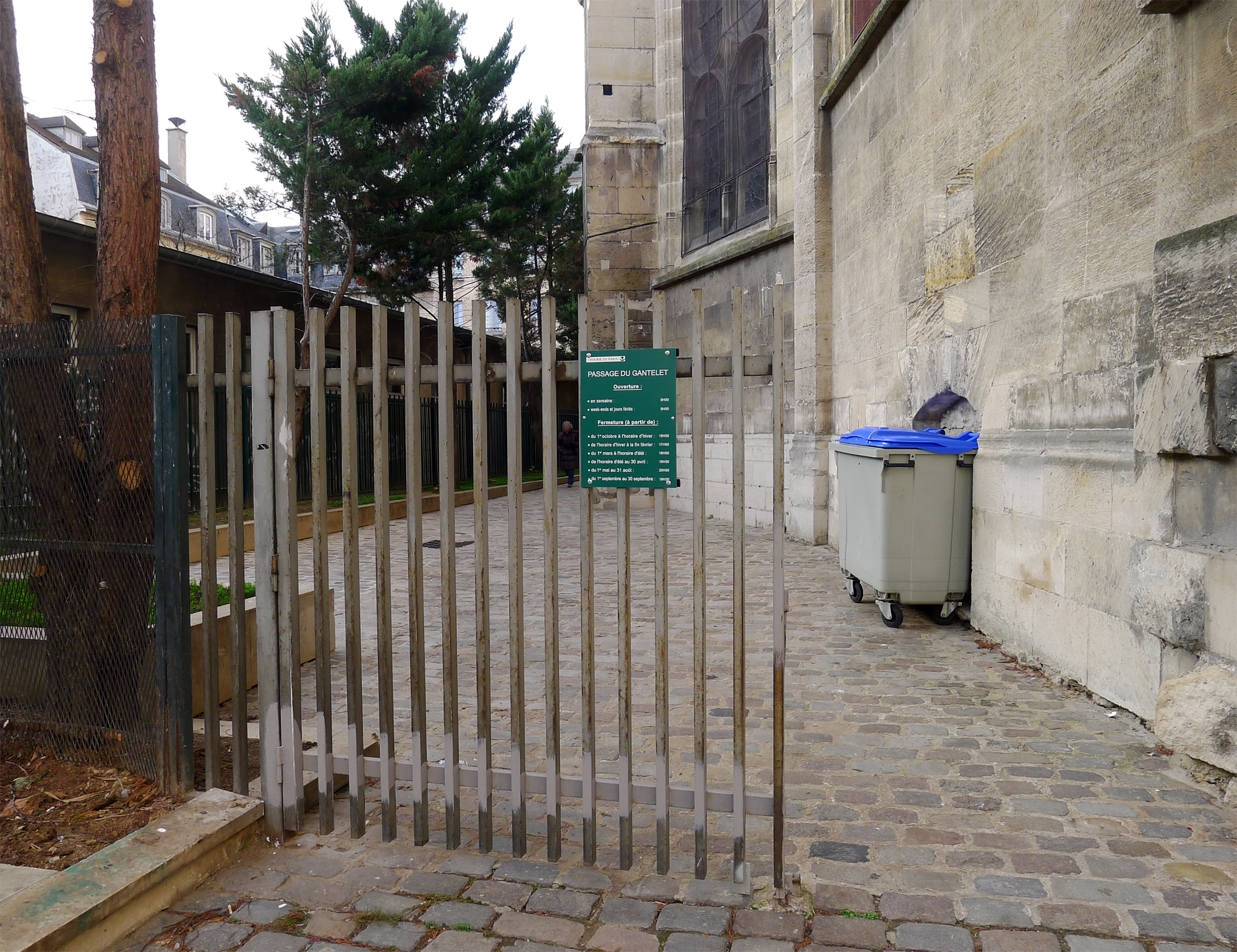
Entrée du passage rue des Barres.
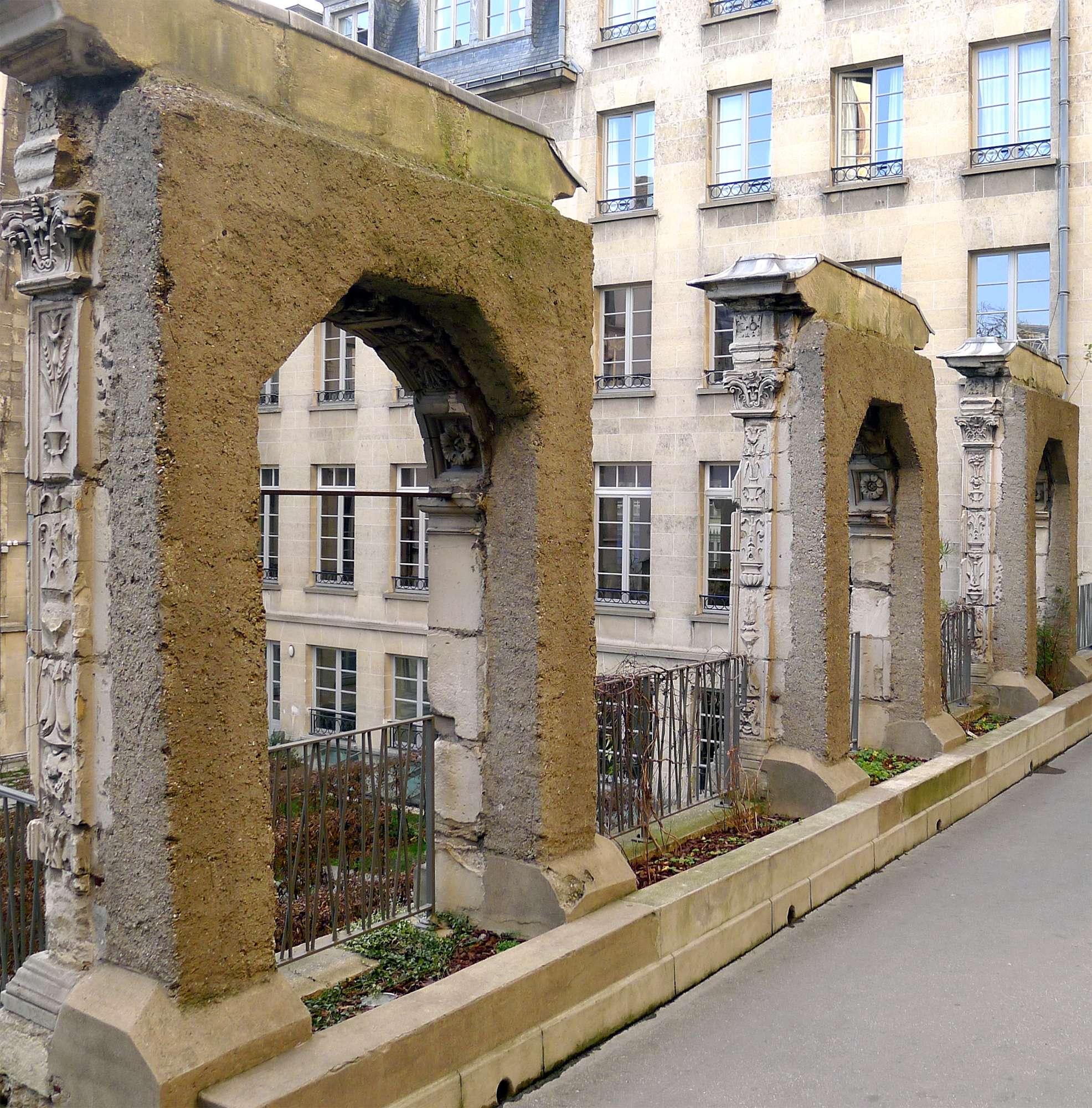
Vestiges de la maison des compagnons.
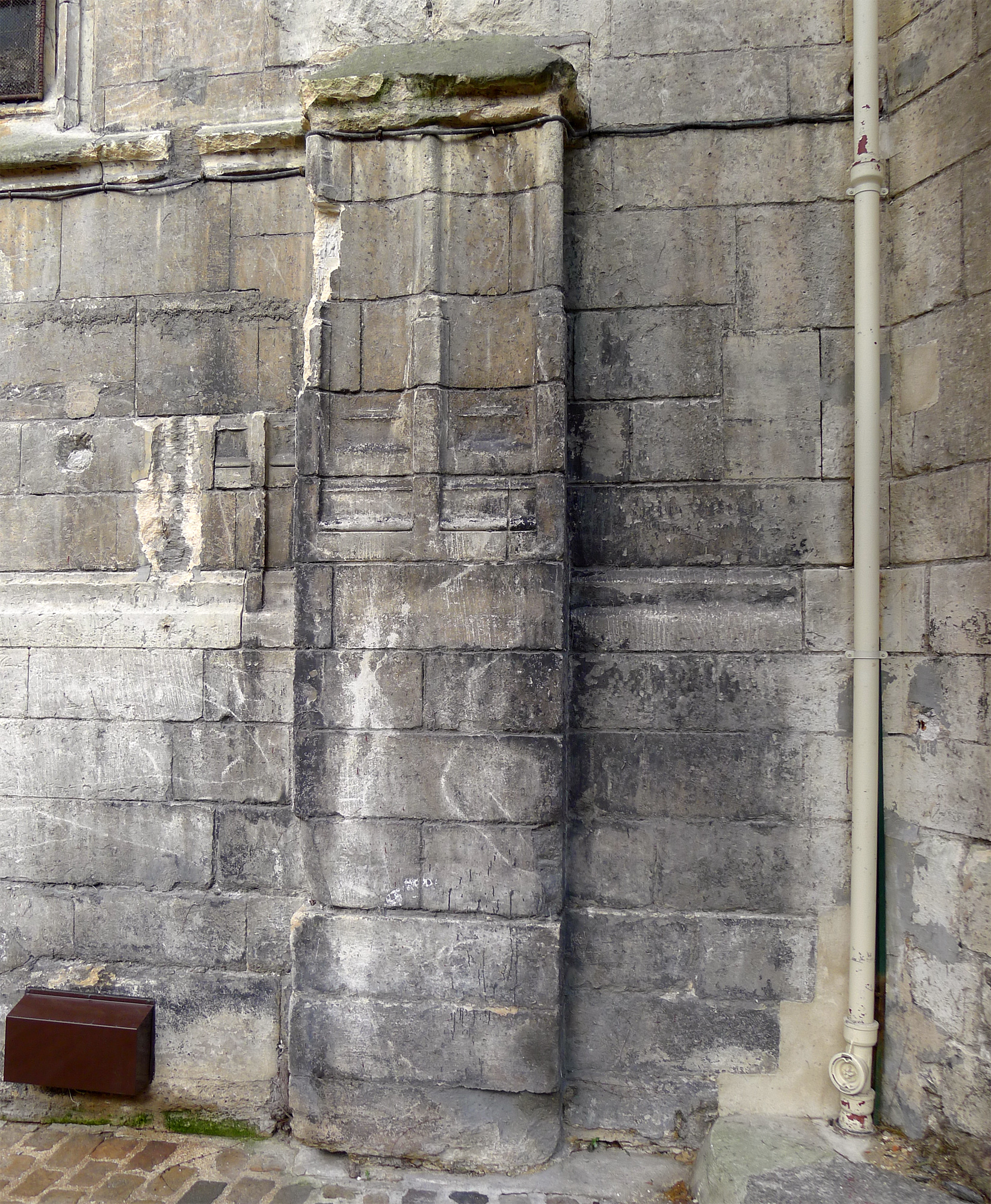
Détail architectural de la façade sud de l'église Saint-Gervais-Saint-Protais.